# Ray Saunders
Raymond Saunders est un acteur américain. 

## Biographie
Il est né à New York en 1922, son frère Russell Saunders est aussi acteur.

## Filmographie partielle
- 1948 : Julia Misbehaves
- 1948 : Night Has a Thousand Eyes de John Farrow
- 1948 : Joan of Arc de Victor Fleming
- 1948 : Hills of Home
- 1949 : Lost Boundaries
- 1950 : Rogues of Sherwood Forest
- 1952 : Million Dollar Mermaid
- 1953 : The Veils of Bagdad
- 1954 : Le Démon des eaux troubles (Hell and High Water) de Samuel Fuller - soldat chinois
- 1954 : Badge 714 (série) - épisode : The Big Gangster: Part 2
- 1956 : The Fastest Gun Alive
- 1967 : Croisière surprise (Double Trouble) de Norman Taurog - un acrobate
- 1967 : Star! de Robert Wise
- 1967 : Il prezzo del potere
- 1969 : Deux salopards en enfer  (Il dito nella piaga) de Tonino Ricci - Pvt. John Grayson / Calvin Mallory
- 1969 : Texas (Il prezzo del potere) de Tonino Valerii : Jack Donovan
- 1970 : Darling Lili de Blake Edwards - Le jongleur
- 1970 : Città violenta
- 1971 : Nevada Kid (Per una bara piena di dollari) de Demofilo Fidani : Sam
- 1971 : Sartana, pistolet pour cent croix (Una pistola per cento croci!) de Carlo Croccolo : Thomas
- 1973 : Magnum Force de Ted Post
- 1973-1974 : Les Rues de San Francisco (série télévisée) - 2 épisodes :
  - 1973 : No Badge for Benjy puis  en 1974 : Blockade